# Екундайо Джаейоба
Екундайо Джайеоба е нигерийски футболист, състезаващ се за отбора на Левски(Чепинци). Роден е на 4 април 1980 г. в Лагос (Нигерия).

## Кариера
Преди да пристигне в Левски в началото на 2005 г., Джайеоба играе в тимовете на Велбъжд (Кюстендил) и Локомотив (Пловдив). Дайо играе като нападател, притежава отлична техника. През август 2005 г. в мача от Купата на УЕФА срещу Публикум Целье получава сериозна контузия, която го изважда от игра до края на полусезона – скъсване на ахилеса. Когато в началото на 2006 г. Екундайо се готви за завръщане, се оказва, че за възстановяване от контузията ще е нужна още една операция, което значи, че той най-вероятно ще пропусне целия шампионат. През 2012 г. преминава в третодивизионния Марек 2010 Дупница, където играе до първи полусезон в Б група, след което преминава в Струмска слава (Радомир).
През 2018 г. подписва с Гранит (Владая).През лятото на 2020г. подписва с Левски(Чепинци)